# Ammenhausen
Ammenhausen ist der südlichste Ortsteil der Stadt Diemelstadt im nordhessischen Landkreis Waldeck-Frankenberg.

## Geografische Lage
Der Ort liegt zwischen den bewaldeten Höhenzügen Stock und Eichholz in einer fruchtbaren Senke, die zu den Rhoder Senken gehört. Durch den Ort verläuft die Landesstraße 3081.
Teilweise gut erhaltene landwirtschaftliche Haupt-/Nebenbetriebe im niedersächsischen Stil erbaut, prägen noch heute das Ortsbild. Zahlreiche historische Funde weisen auf eine frühere Besiedlung hin.

## Geschichte

### Ortsgeschichte
Die älteste bekannte schriftliche Erwähnung von Ammenhausen erfolgte unter dem Namen Ammenhusen im Jahr 1243 im Zusammenhang mit einer Abgabe (Zehnte) an das Kloster Hardehausen.
Hessische Gebietsreform (1970–1977)
Zum 31. Dezember 1970 wurde Ammenhausen im Zuge der Gebietsreform in Hessen auf freiwilliger Basis in die Stadt Diemelstadt eingegliedert.
Für Ammenhausen, wie für alle durch die Gebietsreform nach Diemelstadt eingegliederten Gemeinden, wurde ein Ortsbezirk mit Ortsbeirat und Ortsvorsteher nach der Hessischen Gemeindeordnung eingerichtet.

### Verwaltungsgeschichte im Überblick
Die folgende Liste zeigt die Staaten bzw. Herrschaftsgebiete und deren untergeordnete Verwaltungseinheiten, in denen Ammenhausen lag:
- vor 1712: Heiliges Römisches Reich, Grafschaft Waldeck, Amt Rhoden
- ab 1712: Heiliges Römisches Reich, Fürstentum Waldeck, Amt Rhoden
- ab 1807: Fürstentum Waldeck, Amt Rhoden
- ab 1815: Fürstentum Waldeck, Oberamt der Diemel (Sitz in Arolsen)
- ab 1816: Fürstentum Waldeck, Oberjustizamt der Diemel (Sitz in Rhoden)
- ab 1850: Fürstentum Waldeck-Pyrmont (seit 1849), Kreis der Twiste (Sitz bis 1857 in Mengeringhausen, dann in Arolsen)[Anm. 1]
- ab 1867: Fürstentum Waldeck-Pyrmont (Akzessionsvertrag mit Preußen), Kreis der Twiste
- ab 1871: Deutsches Reich, Fürstentum Waldeck-Pyrmont, Kreis der Twiste
- ab 1919: Deutsches Reich, Freistaat Waldeck-Pyrmont, Kreis der Twiste
- ab 1929: Deutsches Reich, Freistaat Preußen, Provinz Hessen-Nassau, Regierungsbezirk Kassel, Kreis der Twiste
- ab 1942: Deutsches Reich, Freistaat Preußen, Provinz Hessen-Nassau, Regierungsbezirk Kassel, Landkreis Waldeck
- ab 1944: Deutsches Reich, Freistaat Preußen, Provinz Kurhessen, Regierungsbezirk Kassel, Landkreis Waldeck
- ab 1945: Amerikanische Besatzungszone, Groß-Hessen, Regierungsbezirk Kassel, Landkreis Waldeck
- ab 1946: Amerikanische Besatzungszone, Land Hessen, Regierungsbezirk Kassel, Landkreis Waldeck
- ab 1949: Bundesrepublik Deutschland, Land Hessen, Regierungsbezirk Kassel, Landkreis Waldeck
- ab 1971: Bundesrepublik Deutschland, Land Hessen, Regierungsbezirk Kassel, Landkreis Waldeck, Stadt Diemelstadt[Anm. 2]
- ab 1974: Bundesrepublik Deutschland, Land Hessen, Regierungsbezirk Kassel, Landkreis Waldeck-Frankenberg, Stadt Diemelstadt

### Bevölkerung
Einwohnerstruktur 2011
Nach den Erhebungen des Zensus 2011 lebten am Stichtag dem 9. Mai 2011 in Ammenhausen 87 Einwohner. Darunter waren 6 (6,9 %) Ausländer.
Nach dem Lebensalter waren 12 Einwohner unter 18 Jahren, 30 waren zwischen 18 und 49, 21 zwischen 50 und 64 und 24 Einwohner waren älter.
Die Einwohner lebten in 45 Haushalten. Davon waren 12 Singlehaushalte, 18 Paare ohne Kinder und 9 Paare mit Kindern, sowie 3 Alleinerziehende und 3 Wohngemeinschaften. In 12 Haushalten lebten ausschließlich Senioren und in 27 Haushaltungen leben keine Senioren.
Einwohnerentwicklung
 Quelle: Historisches Ortslexikon
- 1541: 08 Häuser
- 1620: 16 Häuser
- 1650: 12 Häuser
- 1738: 29 Häuser
- 1770: 35 Häuser, 152 Einwohner

| Ammenhausen: Einwohnerzahlen von 1770 bis 2020 | Ammenhausen: Einwohnerzahlen von 1770 bis 2020 | Ammenhausen: Einwohnerzahlen von 1770 bis 2020 | Ammenhausen: Einwohnerzahlen von 1770 bis 2020 | Ammenhausen: Einwohnerzahlen von 1770 bis 2020 |
| --- | ---------------------------------------------- | ---------------------------------------------- | ---------------------------------------------- | ---------------------------------------------- |
| Jahr |                                                |                                                |                                                | Einwohner                                      |
| 1770 | 1770                                           |                                                | 152                                            | 152                                            |
| 1800 | 1800                                           |                                                | ?                                              | ?                                              |
| 1834 | 1834                                           |                                                | 227                                            | 227                                            |
| 1840 | 1840                                           |                                                | 247                                            | 247                                            |
| 1846 | 1846                                           |                                                | 234                                            | 234                                            |
| 1852 | 1852                                           |                                                | 248                                            | 248                                            |
| 1858 | 1858                                           |                                                | 201                                            | 201                                            |
| 1864 | 1864                                           |                                                | 204                                            | 204                                            |
| 1871 | 1871                                           |                                                | 207                                            | 207                                            |
| 1875 | 1875                                           |                                                | 216                                            | 216                                            |
| 1885 | 1885                                           |                                                | 215                                            | 215                                            |
| 1895 | 1895                                           |                                                | 185                                            | 185                                            |
| 1905 | 1905                                           |                                                | 143                                            | 143                                            |
| 1910 | 1910                                           |                                                | 152                                            | 152                                            |
| 1925 | 1925                                           |                                                | 161                                            | 161                                            |
| 1939 | 1939                                           |                                                | 126                                            | 126                                            |
| 1946 | 1946                                           |                                                | 225                                            | 225                                            |
| 1950 | 1950                                           |                                                | 221                                            | 221                                            |
| 1956 | 1956                                           |                                                | 173                                            | 173                                            |
| 1961 | 1961                                           |                                                | 147                                            | 147                                            |
| 1967 | 1967                                           |                                                | 138                                            | 138                                            |
| 1980 | 1980                                           |                                                | ?                                              | ?                                              |
| 1990 | 1990                                           |                                                | ?                                              | ?                                              |
| 2000 | 2000                                           |                                                | ?                                              | ?                                              |
| 2011 | 2011                                           |                                                | 87                                             | 87                                             |
| 2020 | 2020                                           |                                                | 94                                             | 94                                             |
| Datenquelle: Historisches Gemeindeverzeichnis für Hessen: Die Bevölkerung der Gemeinden 1834 bis 1967. Wiesbaden: Hessisches Statistisches Landesamt, 1968. Weitere Quellen: LAGIS; Zensus 2011 |                                                |                                                |                                                |                                                |

Religionszugehörigkeit
| • 1885: | 185 evangelische (= 100 %) Einwohner                              |
| • 1961: | 133 evangelische (= 90,48 %), 14 katholische (= 9,52 %) Einwohner |

## Sehenswürdigkeiten
- keltische Hügelgräber im Waldgebiet "Im Stock".